# Breaker! Breaker!
Breaker! Breaker! é um filme norte-americano dos gêneros ação, aventura e policial, dirigido por Don Hulette. Lançado em 1977, foi protagonizado por Chuck Norris.